# 1832 en photographie
| Années de la photographie : 1829 - 1830 - 1831 - 1832 - 1833 - 1834 - 1835    |
| Décennies de la photographie : 1800 - 1810 - 1820 - 1830 - 1840 - 1850 - 1860 |

Cet article présente les faits marquants de l'année 1832 en photographie.

## Événements
- Le terme français photographie est attesté dans le Dictionnaire général de la langue française de François Raymond, comme « description de l'histoire naturelle qui traite de la lumière »[1],[2].
- L'une des premières photographies, La Table servie de Nicéphore Niépce, réalisée selon le procédé du physautotype, fixée et conservée mais dont l'original a disparu vers 1909, est datée de 1825 ou des années 1832-1833[3].
- décembre :  William Henry Fox Talbot épouse Constance Mundy ; il met au point le procédé du calotype que son épouse expérimentera et qu'il fera breveter en 1841[4].

## Naissances
- 27 janvier : Lewis Carroll, écrivain et photographe amateur britannique, mort le 14 janvier 1898.
- 18 avril : Thomas Rodger, photographe écossais, mort le 6 janvier 1883.
- 8 mai : Tamoto Kenzō, photographe japonais, mort le 21 octobre 1912.
- 20 juin : John Beasley Greene, égyptologue et photographe américain, mort le 29 novembre 1856.
- 14 août : Casiano Alguacil, photographe espagnol, mort le 3 décembre 1914.
- 16 août : Charles Roscoe Savage, photographe américain, mort le 4 février 1909.
- 25 octobre : Wilhelm Höffert, photographe allemand, mort le 8 avril 1901.
- 27 octobre : Ivan Standl, photographe croate, mort le 30 août 1897.
- 28 octobre : Caroline Hammer, photographe danoise, morte le 12 janvier 1915.
- 3 décembre : Étienne Neurdein, photographe français, mort le 27 février 1918.
- 13 décembre : Richard Daintree, géologue australien, le premier à utiliser la photographie lors de ses expéditions sur le terrain, mort le 20 juin 1878.
- Date précise non renseignée ou inconnue :
  - Felice Beato, photographe italien et britannique, actif en Inde et au Japon, mort le 29 janvier 1909.
  - John Carbutt, photographe britannique, mort en 1905.
  - Hélios, nom en photographie du photographe hongrois Moriz Wolf, actif en Égypte et en France, mort après 1892.
  - Kikuchi Shingaku, photographe japonais, mort en 1915.